# Наши (организация, Канада)
Наши (укр. Наші) — организация в Саскатуне, Саскачеван, Канада, которая выступает против торговли людьми, повышая осведомлённость посредством образования. Савелия Курниски – президент НАШИ. Организация открыла профессионально-техническое училище во Львове, Украина, для обучения девушек и женщин столярному делу, шитью, обработке информации и кулинарии, чтобы они не попали в ловушку украинской сети торговли людьми. НАШИ также основали Центр «Кленовый лист» (Maple Leaf Centre) — ресурсный центр и приют в Украине для молодых людей, которым угрожает опасность стать жертвой торговли людьми. В 2011 году NASHI организовали саскатунскую часть Канадской эстафеты свободы, чтобы повысить осведомлённость о торговле людьми. Мероприятие длилось 45 минут и собрало средства для различных программ помощи жертвам торговли людьми. В 2012 году NASHI организовало конференцию «Молодёжь освобожденная» в Саскатуне, на которой около 900 молодых людей получили информацию о торговле людьми. Бетти Лоуренс — одна из соучредителей NASHI. Деятельность организации поддерживается волонтёрами.